# Lista oamenilor asasinați de legionari
Lista oamenilor asasinați de legionari:
- Ion Gheorghe Duca, prim ministru - 29 decembrie 1933
- Mihai Stelescu, legionar, opozant al lui Zelea Codreanu - 16 iulie 1936
- Armand Călinescu, prim ministru - 21 septembrie 1939
- Nicolae Iorga, istoric, fost prim ministru -  27 noiembrie 1940
- Virgil Madgearu, economist și politician de stânga - 27 noiembrie 1940
- gen. Gh. Argeșanu, militari, fost prim ministru - 27 noiembrie 1940;
- Mihail Moruzov, șeful serviciilor secrete - 27 noiembrie 1940